# Nyctimene (Mythologie)
Nyctimene (altgriechisch Νυκτιμένη Nyktiménē, deutsch ‚Nachteule‘) ist in der griechischen Mythologie die Tochter des Königs Epopeus von Lesbos.
Epopeus hatte intimen Kontakt mit seiner schönen Tochter. Diese verbirgt sich daraufhin aus Scham in den Wäldern. Die Göttin Minerva hat Mitleid mit ihr und verwandelt sie in eine Eule. Auch in dieser Gestalt scheut sie das Tageslicht und zeigt sich nur nachts.
Seit dieser Zeit ist die Eule die Begleiterin der Athene bzw. der Minerva. In dieser Funktion folgt sie der in eine Krähe verwandelten Coronis nach. Diese Geschichte erklärt als Aition, warum die Eule ein Nachtvogel und die Begleiterin der Athene bzw. Minerva ist.
Nach Nyctimene sind auch eine Gattung der Röhrennasenflughunde und ein Asteroid benannt.